# TimeSplitters 2
TimeSplitters 2 — видеоигра в жанре шутер от первого лица, была разработана студией Free Radical Design и издана Eidos Interactive. Игра была выпущена для консолей PlayStation 2, Xbox и GameCube в октябре 2002 года. Это второй проект из серии игр TimeSplitters, продолжение оригинальной TimeSplitters.
Основная кампания игры состоит из десяти эпизодов, на протяжении которых игрок пытается остановить вторжение инопланетной расы «TimeSplitters», собирая кристаллы времени в различных исторических периодах, начиная от Дикого Запада и заканчивая XXV веком. Также, игра содержит множество мультиплеерных режимов.
Игра была высоко оценена игровыми изданиями, многие рецензенты характеризовали TimeSplitters 2 одним из лучших шутеров на приставках шестого поколения и, в частности, лучшим на PS2. В 2005 году было выпущено продолжение игры под названием TimeSplitters: Future Perfect.

## Сюжет
Сюжет игры начинается в 2401 году в разгар войны между человечеством и инопланетной расой «TimeSplitters», стремящейся уничтожить население Земли. Однако вместо того, чтобы применить грубую силу, инопланетяне используют специальные артефакты называемые «кристаллами времени», с помощью которых они путешествуют во времени и изменяют ход истории, дабы привести человечество к гибели. Два космических пехотинца с Земли — сержант Кортез и капрал Харт — были отправлены на космическую станцию, захваченную «TimeSplitters», чтобы заполучить кристаллы времени. Однако по прибытии они слишком поздно достигают капитанского мостика, и на их глазах несколько «TimeSplitters» перемещаются в различные исторические эпохи с помощью временного портала. Когда сержант Кортез и капрал Харт запускают временной портал дабы последовать за инопланетянами, на них нападает новый вражеский отряд. Капрал Харт решает остаться на мостике, чтобы сдерживать инопланетян, Кортез перемещается во времени, чтобы вернуть кристаллы.
Портал ведёт в различные исторические эпохи, после телепортации Кортез принимает форму человека из конкретного временного отрезка, аналогично приёму, использованному в сериале «Квантовый скачок». Например, когда сержант прибывает на Дикий Запад, он принимает форму охотника за головами; после телепортации на футуристический завод — форму робота.
Когда Кортез заполучает все кристаллы, он возвращается на космическую станцию к своей напарнице. Инопланетянам удаётся пробиться на мостик, и капрал Харт погибает во время сражения. После сдерживания очередной атаки инопланетян Кортез включает систему самоликвидации станции — начинается погоня, в ходе которой ему удаётся сбежать до её разрушения. С этого момента начинается сюжет третьей части игры.

## Игровой процесс
TimeSplitters 2 является шутером от первого лица, игроку требуется уничтожать врагов и выполнять поставленные задачи. На экране отображается индикатор патронов, когда игрок получает урон — его здоровье уменьшается, оно отображается двумя полосками по бокам экрана, здоровье можно восполнять с помощью аптечек, также игрок может надевать несколько видов брони.
В игре представлен обширный оружейный арсенал: пистолеты, винтовки, автоматы, дробовики, ракетницы, гранатометы, различная взрывчатка, арбалет, огнемёт и кирпич. Некоторые виды оружия имеют альтернативный вид стрельбы: например, бросить гранату или подорвать дистанционную мину. Одновременно можно иметь до двух единиц одинакового оружия.

### Одиночная игра
Основная кампания разделена на десять эпизодов, каждый эпизод — это определённый исторический период. Перед игроком ставятся несколько задач, некоторые цели присутствуют с самого начала, другие могут быть добавлены в процессе прохождения. Каждый уровень включает в себя один чек-пойнт, где игрок может возродиться, если он погибает или не выполняет цель. В начале игры игрок должен выбрать один из трёх уровней сложности, они не только изменяют силу врагов, но и увеличивают длину уровня путём добавления дополнительных целей; например, на лёгком и среднем уровне сложности у игрока есть необязательные вторичные цели, в то время как на высоком — все вторичные цели являются основными и должны быть завершены. В конце каждого уровня игрок должен похитить кристалл времени у инопланетян. После этого появляется портал, в который необходимо зайти, чтобы завершить эпизод. На нескольких этапах игрок может найти спрятанные картриджи, с помощью которых можно поиграть в старые аркады (такие как Snake), они могут быть воспроизведены на «Temporal Uplink» — устройстве с помощью которого игрок может просмотреть карту текущего уровня.
Помимо сюжетного прохождения в игре присутствуют ещё два режима: аркадный режим и режим вызова, где игрок должен выполнять определённые требования на различных картах. Цели варьируются от сбора бананов на время, до отстрела голов зомби. После завершения задания, игрок получает медаль, её достоинство зависит от набранного количества очков. Некоторые награды позволяют выбирать новых персонажей и использовать различные чит-коды в режиме мультиплеера. Коды могут быть включены в меню опций, среди этих функций есть: бесконечные патроны или возможность стрелять шариками от пейнтбола. Также в TimeSplitters 2 присутствуют «пасхальные яйца» в виде отсылок к предыдущей части игры — персонажей и игровых арен.
В аркадном режиме — «Arcade League» — один игрок должен победить в матче с определённым видом оружия и ботов. Этот режим делится на три ранга: «Amateur», «Honorary» и «Elite». Игрок должен пройти их в последовательном порядке. После прохождения каждого матча — он получает награду (персонажа, мультиплеерный режим и т. д.).
Список эпизодов одиночной кампании
| Год  | Эпизод               | Главный герой | Второстепенный герой | Босс               |
| ---- | -------------------- | ------------- | -------------------- | ------------------ |
| 1990 | Siberia              | Ilsa Nadir    | Gregor Lenko         | Hybrid Mutant      |
| 1932 | Chicago              | Jake Fenton   | Lady Jane            | Big Tony           |
| 1895 | Notre Dame Cathedral | Viola         | Mr. Underwood        | Jacque de la Morte |
| 2280 | Return to Planet X   | Hank Nova     | Candi Skyler         | Ozor Mox           |
| 2019 | NeoTokyo             | Ghost         | Chastity             | Sadako             |
| 1853 | Wild West            | Elijah Jones  | Ramona Sosa          | The Colonel        |
| 1972 | Atom Smasher         | Harry Tipper  | Kitten Celeste       | Khallos            |
| 1920 | Aztec Ruins          | Captain Ash   | Jungle Queen         | Stone Golem        |
| 2315 | Robot Factory        | Gretel Mk II  | R-109                | The Machinist      |
| 2401 | Space Station        | Sgt Cortez    | Corp Hart            | Reaper Splitter    |

### Мультиплеер
В режиме мультиплеера могут играть до четырёх игроков одновременно, используя технологию разделённого экрана. При помощи iLink количество игроков можно увеличить до шестнадцати (этой функции нет в версии игры для GameCube). Оружие, броня и другие предметы, которые усиливают способности игроков, находятся в нескольких предустановленных местах, разбросанных по карте. Цель игры зависит от выбранного режима, четыре из них доступны с самого начала: «Deathmatch», «Team Deathmatch», «Capture the Bag» (своеобразный вариант «Захвата флага») и «BagTag» (игрок должен выжить, как можно дольше удерживая чемоданчик). Всего в игре 16 режимов для мультиплеера, остальные двенадцать открываются по мере прохождения сюжетной кампании и выполнения заданий из аркадного режима.
В меню игры можно выбрать определённый вид оружия, определить число фрагов, необходимых для победы, количество времени, отведённого на игру, а также фоновую музыку. Кроме того, доступна музыка из первой части игры. Также игрок может выбирать из множества различных персонажей (всего 120 штук), каждый из них имеет собственные характеристики. Некоторые были взяты из сюжетного режима, другие — имеют более юмористический контекст, например, мартышка, динозавр или растолстевший Элвис Пресли. Игрок может настроить количество ботов — всего можно поставить до 10 штук, можно настроить их команду и сложность. Ботам доступны несколько акробатических движений, которых нет у игрока, например, подкат и сальто (важный момент, в этой игре вообще нет прыжка).
В игре присутствует кооперативный режим прохождения для двух игроков. Во время прохождения этого режима здоровье игроков снижается — это было сделано чтобы сбалансировать уровни.
Также в игре присутствует редактор создания карт, которые сохраняются на карту памяти приставки. На этих картах можно играть в режиме мультиплеера.
Список мультиплеерных режимов
| Название         | Описание мультиплеерного режима |
| ---------------- | --- |
| Deathmatch       | Классический режим «все против всех», побеждает игрок набравший большее/необходимое количество фрагов. |
| Team Deathmatch  | Командный «Deathmatch». Игроки делятся на 2-4 команды, побеждает команда набравшая большее/необходимое количество фрагов. |
| Capture the Bag  | Игроки делятся на две команды. Задача режима: выкрасть «чемоданчик» из стана оппонента и принести её на свою базу. |
| Bag Tag          | Чемоданчик появляется в случайном месте на карте. Целью игрока является: подобрать чемоданчик и удерживать его как можно большее время. |
| Elimination      | Каждый игрок имеет ограниченное количество «жизней» для респауна. Побеждает последний оставшийся в живых. |
| Shrink           | Модифицированный «Deathmatch»: игроки с наименьшим количеством фрагов уменьшаются в размере (пропорционально), тем самым в них становится сложнее попасть. |
| Flame Tag        | В начале раунда один из игроков становится «горящим», коснувшись любого другого игрока, огонь передаётся на оппонента. Побеждает игрок, который провёл наименьшее число времени «в огне».                                                                                 |
| Virus            | Схож с предыдущим режимом. Один из игроков становится «горящим», его целью становится поджечь всех остальных игроков (которые так же начинают распространять «вирус»). Побеждает последний неподожжённый участник.                                                        |
| Vampire          | Модифицированный «Deathmatch»: каждый игрок имеет шкалу «жажды крови» (bloodlust), которая постепенно опустошается. Игроку требуется постоянно убивать оппонентов, иначе шакала иссякнет и он погибнет.                                                                   |
| Leech            | Модифицированный «Deathmatch»: стреляя в противников игрок восстанавливает своё здоровье. |
| Regeneration     | Модифицированный «Deathmatch»: здоровье игроков медленно регенерируется. |
| Thief            | В этом режиме из каждого убитого игрока выпадает монетка. Выигрывает тот игрок, который собрал большее/необходимое количество монеток, а вовсе не убивший больше противников.                                                                                             |
| Gladiator        | В начале матча случайный игрок становится «гладиатором», только ему начисляются фраги за убийства. Целью других игроков является убить «гладиатора», тем самым забрав этот «скилл» себе. Выигрывает тот, кто набрал большее/необходимое количество фрагов.                |
| Zones            | На карте расположено несколько т. н. специальных «зон». Целью игрока/команды является захватить и контролировать эти зоны, за что начисляются очки. Выигрывает тот, кто набрал большее количество очков.                                                                  |
| Assault          | «Красная» команда должна выполнять определенные цели на карте (всего доступны 3 карты), «синяя» команда должна защищать эти объекты — убивая штурмующих оппонентов. Если «красные» не успевают выполнить все поставленные задачи за определённое время — они проигрывают. |
| Monkey Assistant | Модифицированный «Deathmatch»: игрок находящийся на последнем месте получает себе в помощь трёх/пятерых обезьянок-помощников, которые атакуют игрока находящегося на первом месте.                                                                                        |

## Разработка и выпуск
В феврале 1999 года, за 15 месяцев до выхода Perfect Dark, несколько программистов из команды разработчиков GoldenEye 007, в том числе Стив Эллис, Карл Хилтон, Грэм Норгейт, и Дэвид Доак, ушли из компании Rare, чтобы создать собственную игровую студию — Free Radical Design. После выпуска первой TimeSplitters они начали разрабатывать вторую часть франшизы — на этот раз, пытаясь сделать акцент на полноценном сюжете, наряду с аркадным режимом и редактором карт.
Расположение индикаторов здоровья и другие особенности геймплея напоминают GoldenEye 007 и Perfect Dark. Движок игры также очень похож на использовавшийся в GoldenEye 007 (была задействована его модифицированная версия, написанная на Си): оба содержат похожую систему прицеливания, в обоих отсутствует возможность прыгать.

На вопрос, какой цели хочет добиться команда выпуская продолжение TimeSplitters, Дэвид Доак ответил следующее:
Хотим окончательно упокоить метущийся призрак GoldenEye 007 и продемонстрировать, что способны сделать игру с отвечающим тем же высоким стандартам геймплеем, но на мощностях систем нынешнего поколения. Люди почему-то не задумываются о том, что все эти новые приставки представляют улучшенную версию того, что было раньше на Nintendo 64 и PSX, а вовсе не что-то революционное. Для разработчиков главное — просто готовить интересные проекты и стараться на полную катушку использовать появляющиеся технологии.

Кроме того, разработчики особо подчеркивали упор TimeSplitters 2 на коллективный мультиплеер, для этого в игру было введено множество соответствующих режимов. Сами создатели так комментировали это решение:
Тесниться вчетвером перед телевизором обложившись пивком и пиццей — во сто крат приятнее, чем колошматить по интернету противника с другого конца земного шара, сидя посреди пустой комнаты.
Североамериканское издание игры имеет четыре варианта обложки. На двух из них присутствовали специальные слоганы — порты для GameCube и Xbox. Так в издание на GameCube фигурировала надпись «Наследник GoldenEye — по мнению журнала Electronic Gaming Monthly». В версии для Xbox был слоган «До этого была Halo, теперь — TimeSplitters 2». В третьем варианте издания была приписка Player's Choice Edition, на последнем — фигурировало название игры без кавычек.
Японская версия игры для PlayStation 2 имеет несколько характерных отличий, так в ней отсутствует редактор карт, а название изменено на — «Time Splitter: Invaders of the History». Также, в зависимости от региона менялось изображение на титульной обложке. Оно уникально в версиях для Европы, Франции, Японии, Кореи и США.
TimeSplitters 2 была одной из первых мультиплатформенных игр, которая была издана в специальном «платиновом» издании — Nintendo Selects для GameCube. После выхода консолей седьмого поколения, оригинал для Xbox не поддерживается на Xbox 360. Однако версии игры для GameCube и PlayStation 2 могут быть воспроизведены на Wii и PlayStation 3, соответственно.
В октябре 2012 соучредитель Free Radical Стив Эллис заявил в одном из интервью: «В 2008 году наши программисты занимались ремейком TimeSplitters 2 в HD-разрешении. Я точно не знаю, что в итоге стало с этим проектом, но мне хотелось, чтобы он увидел свет. Возможно он мог бы стать катализатором, который требуется для того, чтобы подогреть интерес издателей к TimeSplitters 4». Дэвид Доак также выражал интерес к изданию TimeSplitters 2 в формате HD с онлайн-мультиплеером, о чём заявлял в интервью журналу PSM3.
Выпущенная в 2016 году видеоигра Homefront: The Revolution, разработанная компанией Deep Silver Dambuster (корпоративный преемник Free Radical Design в соответствии с британским законом о передаче бизнеса в связи с закрытием Crytek UK), содержит пасхальное яйцо с двумя игровыми уровнями из TimeSplitters 2, доступными через аркадный автомат, расположенный в одной из основных игровых локаций. В 2021 году у этой истории появилось продолжение — когда один из программистов Homefront, Мэтт Филлипс, обнародовал информацию, что он поместил всю Timesplitters 2 с разрешением 4k в это пасхальное яйцо, однако потерял специальный чит-код для её активации. Вскоре после этой новости в социальных сетях был размещён пост от одного из людей, с которыми Филлипс поделился кодом, он смог предоставить его, доказав существование игры.

## Оценки и мнения
| Сводный рейтинг    | Сводный рейтинг                            |
| Агрегатор          | Оценка                                     |
| ------------------ | ------------------------------------------ |
| GameRankings       | 89,31 % (NGC) 91,67 % (PS2) 88,12 % (Xbox) |
| Metacritic         | 88/100 (GC) 90/100 (PS2) 88/100 (Xbox)     |
| Иноязычные издания |                                            |
| Издание            | Оценка                                     |
| Edge               | 9/10                                       |
| Eurogamer          | 9/10                                       |
| Game Informer      | 8,25/10                                    |
| GameSpot           | 8,7/10                                     |
| GameSpy            | 89/100                                     |
| GameZone           | 9,5/10                                     |
| IGN                | 9,1/10                                     |

TimeSplitters 2 была высоко оценена критиками. Средние оценки игры от сайта GameRankings для PS2-версии составляют 91,67 %, 89,31 % для версии GameCube, и 88,12 % для версии Xbox.
Сайт GameSpot отметил, что «TimeSplitters 2 вполне может считаться лучшим сплит-скрин-ориентированным шутером от первого лица из когда-либо созданных». Сайт IGN пришёл к заключению, что игра «несомненно, является лучшим многопользовательским шутером от первого лица на PlayStation 2» но посетовал, что сюжет оставляет желать лучшего, а персонажи вызывают мало сопереживания. Портал Eurogamer поставил игре 9 баллов из 10 назвав её проектом высочайшего качества, но также пенял на «невнятный сюжет игры». Сайт GameSpy раскритиковал отсутствие в игре онлайн-режима, но похвалил «отличную deathmatch-составляющую игры» и высокую частоту кадров. Они также отметили, что новая часть TimeSplitters — «это всё, что вы могли хотеть от продолжения». Official U.S. PlayStation Magazine похвалил игру за то «что она без труда стала одним из лучших шутеров от первого лица на любой консоли», но назвал отсутствие в игре онлайн-мультеплеера «преступлением». В рецензии журнала «Страна Игр» Валерий Корнеев писал: «Гениальный мультиплеер, шикарный дизайн уровней, бесконечный список режимов игры, бонусов и секретов. Целых 120 персонажей». Он посетовал лишь на «ряд мелких упущений одиночного режима, которые не способны испортить впечатление от этого шедевра». Автор поставил игре 9 баллов из 10 и подытожил: «Новая веха жанра. Сингл почти великолепен, про мультиплеер мы и так вам все уши прожужжали. Колосаль! Мажестик! Сугой!».
TimeSplitters 2 заняла первое место в списке «самый лучший шутер от первого лица для PlayStation 2» на сайте GameRankings. Выпущенная тремя годами позже TimeSplitters: Future Perfect заняла в этом рейтинге только четвёртое место, тем самым не сумев превзойти свою предшественницу (хотя она и была признана лучшим шутером 2005 года для PS2, по мнению портала IGN).
Игры серии TimeSplitters часто сравнивают с GoldenEye 007 из-за его многочисленных отсылок к этой игре и единую команду разработчиков. Например, сюжет обоих проектов начинается на плотине в Сибири, даже маршрут тот же. Некоторые рецензенты утверждали, что прохождение TimeSplitters 2 вызывает аналогичные чувства, совсем как в GoldenEye.

## Продолжение
В 2005 году был выпущен сиквел игры под названием — TimeSplitters: Future Perfect. Сюжет игры продолжал оригинальные приключения сержанта Кортеза во времени, также в нём фигурировали несколько старых персонажей из второй части игры. Несмотря на то что некоторые игровые издания включили TimeSplitters: Future Perfect в число лучших шутеров 2005 года, он не смог превзойти успех своей предшественницы. Одним из существенных нововведений стал изменившийся антураж игры — она стала более «серьёзной и мрачной», связи с чем имела рейтинг «M» (от 17 лет).